# Erik Blücher
Erik Blücher, eller Tor Erik Nilsen, född den 29 maj 1953 i Moss, Norge, är en norsk högerextremist som länge arbetat med att försöka ena de skandinaviska, öppet nazistiska organisationerna till en sluten rörelse, till exempel svenska Nationalsocialistisk front. Under 1970-talet var han ledare för Norsk front, ett nynazistiskt parti grundat med stöd från tidigare medlemmar i Nasjonal Samling.